# USS Steele (DE-8)
USS Steele (BDE-8/DE-8) là một tàu hộ tống khu trục lớp Evarts được Hải quân Hoa Kỳ chế tạo trong Chiến tranh Thế giới thứ hai. Nó là chiếc tàu chiến duy nhất của Hải quân Mỹ được đặt theo tên binh nhì Thủy quân Lục chiến John M. Steele (1920-1942), được phối thuộc cùng tàu sân bay Lexington (CV-2) và đã tử trận trong Trận chiến biển Coral ngày 8 tháng 5 năm 1942. Nó đã phục vụ cho đến khi chiến tranh kết thúc, xuất biên chế vào ngày 21 tháng 11 năm 1945 và xóa đăng bạ vào ngày 5 tháng 12 năm 1945. Con tàu bị bán để tháo dỡ sau đó. Steele được tặng thưởng hai Ngôi sao Chiến trận do thành tích phục vụ trong Thế Chiến II.

## Thiết kế và chế tạo
Những chiếc thuộc lớp tàu khu trục Evarts có chiều dài chung 289 ft 5 in (88,21 m), mạn tàu rộng 35 ft 1 in (10,69 m) và độ sâu mớn nước khi đầy tải là 8 ft 3 in (2,51 m). Chúng có trọng lượng choán nước tiêu chuẩn 1.140 tấn Anh (1.160 t); và lên đến 1.430 tấn Anh (1.450 t) khi đầy tải. Hệ thống động lực bao gồm bốn động cơ diesel General Motors Kiểu 16-278A nối với bốn máy phát điện để vận hành hai trục chân vịt; công suất 6.000 hp (4.500 kW) cho phép đạt được tốc độ tối đa 21 kn (24 mph; 39 km/h), và có dự trữ hành trình 4.150 nmi (4.780 mi; 7.690 km) khi di chuyển ở vận tốc đường trường 12 kn (14 mph; 22 km/h).
Vũ khí trang bị bao gồm ba pháo 3 in (76 mm)/50 cal trên tháp pháo nòng đơn có thể đối hạm hoặc phòng không, một khẩu đội 1,1 inch/75 caliber bốn nòng và chín pháo phòng không Oerlikon 20 mm. Vũ khí chống ngầm bao gồm một dàn súng cối chống tàu ngầm Hedgehog Mk. 10 (có 24 nòng và mang theo 144 quả đạn); hai đường ray Mk. 9 và tám máy phóng K3 Mk. 6 để thả mìn sâu.
Steele được đặt lườn tại Xưởng hải quân Boston ở Boston, Massachusetts vào ngày 27 tháng 1 năm 1942. Nó được hạ thủy vào ngày 9 tháng 1 năm 1943; được đỡ đầu bởi bà John Steele, mẹ Binh nhì Steele, và nhập biên chế vào ngày 4 tháng 5 năm 1943 dưới quyền chỉ huy của Hạm trưởng, Thiếu tá Hải quân Mark E. Dennett.

## Lịch sử hoạt động
Steele khởi hành từ Boston vào ngày 25 tháng 5, 1943 cho chuyến đi chạy thử máy đến khu vực Bermuda, và quay trở về vào ngày 27 tháng 6 để sửa chữa sau thử máy. Nó rời cảng vào ngày 6 tháng 7 cho hành trình đi sang khu vực Thái Bình Dương ngang qua kênh đào Panama, và sau khi ghé qua các quần đảo Society và Tonga, nó đi đến Noumea, New Caledonia vào ngày 10 tháng 8. Nó bắt đầu làm nhiệm vụ hộ tống tàu buôn và tàu vận tải suốt khu vực New Hebrides, Fiji và quần đảo Solomon cho đến ngày 13 tháng 12, 1943, khi nó lên đường quay trở về vùng bờ Tây Hoa Kỳ để sửa chữa.
Về đến Xưởng hải quân Mare Island Vallejo, California vào ngày 3 tháng 1, 1944, Steele lại khởi hành đi sang khu vực quần đảo Hawaii một tháng sau đó, sau khi hoàn tất việc sửa chữa. Nó đi đến Trân Châu Cảng vào ngày 9 tháng 2, rồi lên đường vào ngày 14 tháng 2 hộ tống một đoàn tàu vận tải đi sang quần đảo Marshall, và đi đến Majuro vào ngày 22 tháng 2. Nó phục vụ tuần tra và hộ tống vận tải tại khu vực Marshall cho đến ngày 7 tháng 5, khi nó đi đến quần đảo Gilbert để hoạt động tuần tra bảo vệ tại đảo san hô Tarawa; tuy nhiên mệnh lệnh được thu hồi một ngày sau khi nó đến nơi, và con tàu quay trở lại Majuro vào ngày 12 tháng 5. Nó ra khơi hai ngày sau đó hộ tống cho hai tàu chở dầu, đi đến một điểm hẹn tiếp nhiên liệu cho Lực lượng Đặc nhiệm 58, lực lượng tàu sân bay nhanh đang hoạt động không kích xuống các đảo Marcus và đảo Wake.
Sau khi hoàn tất nhiệm vụ này, Steele đi đến Kwajalein để được bảo trì. Nó khởi hành đi đến đảo Kusaie ở phía Đông quần đảo Caroline vào ngày 5 tháng 6 để trinh sát hoạt động của đối phương, đồng thời đón lỏng để đánh chặn một tàu ngầm Nhật Bản có thể xuất hiện tại khu vực. Tuy nhiên tàu ngầm đối phương đã không có mặt và nó tiến hành bắn phá cảng Lelu tại bờ biển phía Đông Kusaie, nhận xét rằng đảo này được phòng thủ yếu kém trước khi quay trở lại khu vực Marshall, nơi nó hoạt động cho đến ngày 23 tháng 6.
Steele hộ tống cho tàu tiếp liệu thủy phi cơ Chandeleur (AV-10) đi sang khu vực quần đảo Mariana, đi đến ngoài khơi Saipan vào ngày 26 tháng 6. Sau đó nó đảm nhiệm hộ tống chống tàu ngầm, rồi gia nhập một đoàn tàu vận tải cho hành trình quay trở lại quần đảo Marshall. Con tàu lại thực hiện một chuyến hộ tống vận tải khác đến khu vực Mariana vào đầu tháng 8, và sau khi được bảo trì, nó gia nhập một đội tìm-diệt tàu ngầm được hình thành chung quanh tàu sân bay hộ tống Hoggatt Bay (CVE-75). Đội đặc nhiệm lên đường vào ngày 21 tháng 8, là một trong tám đội đặc nhiệm thuộc Lực lượng Tây Carolines dưới quyền Đô đốc William Halsey nhằm hỗ trợ cho các tàu sân bay nhanh của Lực lượng Đặc nhiệm 38.
Cùng với đội của nó, Steeleđã hỗ trợ cho cuộc đổ bộ lên Peleliu thuộc quần đảo Palau, khi tuần tra tại vùng biển giữa nơi đây và Mindanao, quần đảo Philippine. Sau khi được tiếp nhiên liệu vào ngày 23 tháng 9, 1944, đội đặc nhiệm chuyển sang tuần tra tại khu vực phía Bắc quần đảo Palau. Vào ngày 3 tháng 10, tàu hộ tống khu trục Samuel S. Miles (DE-183) phát hiện một đối tượng nổi trên mặt biển, được nhận định là một tàu ngầm Nhật Bản, và Steele được cho tách ra để giúp đỡ vào việc truy lùng và tấn công. Tàu ngầm đối phương đã lặn xuống, nhưng Samuel S. Miles dò được mục tiêu qua sonar và tấn công bằng hai loạt súng cối chống tàu ngầm Hedgehog; lượt tấn công thứ hai đã gây ra hai vụ nổ dưới nước dò được qua sonar cùa Steele, rồi tiếp nối bởi một vụ nổ lớn dưới nước vốn làm hư hại một số thiết bị radar và sonar của Samuel S. Miles. Steele tiếp tục dò tìm trong khu vực nhưng không còn bắt được tín hiệu mục tiêu. Samuel S. Miles đã đánh chìm được tàu ngầm I-364.
Sau một chặng dừng tại đảo Manus để được tiếp liệu từ ngày 9 đến ngày 13 tháng 10, Steele gia nhập trở lại đội đặc nhiệm để tham gia chiến dịch tái chiếm Philippines. Trong khi lực lượng đặc nhiệm tàu sân bay nhanh tung ra các đợt không kích xuống Luzon và Đài Loan, máy bay xuất phát từ Hoggatt Bay đã tuần tra bảo vệ cho hoạt động tiếp nhiên liệu cho hạm đội. Vào ngày 20 tháng 10, đội của Steele gặp gỡ Houston (CL-81) và Canberra (CA-70), vốn bị hư hại bởi không kích đối phương khi hoạt động tại Đài Loan; trong hai ngày họ đã hộ tống cho hai chiếc tàu tuần dương rút lui về căn cứ an toàn trước khi quay trở lại hộ tống bảo vệ cho đội tiếp liệu của Đệ Tam hạm đội đang phục vụ cho Trận Leyte. Đội đặc nhiệm đi đến Ulithi vào ngày 27 tháng 10, nơi đội được giải thể vào ngày hôm sau. Steele quay trở lại Palaus vào ngày 1 tháng 11, và ở lại khu vực này cho đến ngày 8 tháng 1, 1945, khi nó đi đến Ulithi để bảo trì. Con tàu hộ tống một đoàn tàu đi Saipan trước khi lên đường đi Trân Châu Cảng.
Steele ở lại Trân Châu Cảng trong một tháng trước khi tiếp tục phục vụ hộ tống các đoàn tàu đi Eniwetok, Saipan, Ulithi và Guam. Nó đi đến Apra Harbor, Guam vào ngày 5 tháng 5, và hoạt động tại khu vực này cho đến ngày 18 tháng 9, khi chiến tranh đã chấm dứt. Nó lên đường quay trở về vùng bờ Tây, về đến San Pedro, California vào ngày 5 tháng 10. Kết quả của một cuộc thị sát kiểm tra con tàu vào ngày 23 tháng 10 đã đề nghị con tàu nên được tháo dỡ; vì vậy Steele được cho xuất biến chế vào ngày 21 tháng 11, 1945, rồi được rút tên khỏi danh sách Đăng bạ Hải quân vào ngày 5 tháng 12, 1945.

## Phần thưởng[2]
|  |                           |  |
|  | Bronze star · Bronze star |  |

| Dãi băng Hoạt động Tác chiến (truy tặng) |                                                                         |                                                                         |                                      |
| Huân chương Chiến dịch Hoa Kỳ            | Huân chương Chiến dịch Châu Á-Thái Bình Dương với 2 Ngôi sao Chiến trận | Huân chương Chiến dịch Châu Á-Thái Bình Dương với 2 Ngôi sao Chiến trận | Huân chương Chiến thắng Thế Chiến II |